# Balija
Balija bezeichnet u. a. auch eine Telugu-sprechende Händlergemeinschaft, die hauptsächlich in den indischen Bundesstaaten Andhra Pradesh, Tamil Nadu, Karnataka und in geringerer Zahl in Telangana und Kerala lebt.
Der Name Balija hat möglicherweise eine etymologische Verbindung zum Sanskrit-Wort "Bali", was "Opfer" bedeutet, und "Ja", was "geboren" bedeutet. Demnach könnte Balija als "aus einem Opfer geboren" interpretiert werden.
Als Familienname ist Balija ebenfalls verbreitet, wobei eine signifikante Anzahl von Trägern dieses Nachnamens in Indien zu finden ist.
Balija (Plural: balije; ursprünglich abalija, von türkisch abalı für einen mit grobem Gewebe bekleideten Menschen) ist u. a. auch eine südslawischsprachige abwertende Bezeichnung für einen Bosniaken. Daneben ist es in der bosnischen Sprache auch ein muslimischer männlicher Vorname.

## Geschichte
Der Begriff Balija im Sinne von Hirte wurde im 19. Jahrhundert in Bosnien und der Herzegowina unter osmanischer Herrschaft speziell für die muslimischen Schafhaltergemeinschaften verwendet, die als Halbnomaden im Veležgebirge lebten. Die bosnischen Begs (Adligen) und Agas (Landbesitzer) benutzten den Begriff für ihre muslimischen Bauern, um damit anzudeuten, dass sie diese für grobe Menschen mit niedriger Bildung hielten. Entsprechend wurde Balija von der elitären muslimischen Stadtbevölkerung abwertend für die ebenfalls muslimische Landbevölkerung verwendet.
Noch zu Beginn des 20. Jahrhunderts wurden muslimische Bauern oder in der Herzegowina die allgemein als rückständig angesehenen Wanderhirten am rechten Ufer der Neretva als Balije bezeichnet. Während des Bosnienkrieges (1992–1995) nutzte die serbische und kroatische Propaganda den Begriff als abwertende Bezeichnung für die vermeintlich ungebildeten und schmutzigen Bosniaken. So soll der Begriff Balija vom südslawischen Begriff bala für Speichel oder Schleim stammen, wodurch er zur Bezeichnung eines primitiven Muslim wird.